# حارة بيت ملقاط (صنعاء)
بيت ملقاط هي إحدى حارات حي سدس الروض بمدينة الروضة شمال العاصمة اليمنية "صنعاء"، بلغ تعداد سكانها 1641 نسمة حسب تعداد اليمن لعام 2004.